# Елда (персонаж эпоса)
Елда́ или Ельда́, Эльда́ (осет. Елда) — персонаж осетинского нартского эпоса, первая жена нартского богатыря Урузмага.

## Мифология
Елда происходила из знатного нартского рода Алагата и была супругой Урузмага из рода Ахсартагката. Однажды Шата́на, чтобы доказать свою смекалку и превосходство, решила выйти замуж за самых лучших нартов из трёх нартских родов Алагата, Бората и Ахсартагката. Шатана поочерёдно устраняет своих соперниц. Самым лучшим нартом из рода Ахсартагката оказался её брат Урузмаг, женой которого была Елда.
Однажды Урузмаг возвращался домой после годового похода и Елда хотела достойно встретить своего мужа, приготовив для него хмельной напиток ронг. Шатана, владевшая секретом приготовления ронга, заколдовала закваску, и у Елды не получалось приготовить напиток.

«Сварила-то она его как следует, но когда положила закваску — ронг не стал бродить; это Сатана — хитрость неба, колдовство земли — заворожила его и не давала бродить».
Шатана предложила Елде свою помощь в приготовлении ронга, попросив в обмен свадебную одежду Елды, чтобы якобы пошутить над Урузмагом:

«Прекрасная Эльда, одолжила бы ты мне своё свадебное платье и платок, а я бы ночью славно поморочила бы Урузмага, заставила бы его прождать понапрасну; и ронг бы твой у меня забродил».
Елда согласилась, а Шатана, обманув её, провела целую ночь со своим братом Урузмагом. Когда Елда узнала о коварстве Шатаны, её мягкое сердце разорвалось от скорби. Елду похоронили с почестями, а Шатана коварно стала женой Урузмага.

## Источник
- Ж. Дюмезиль. Осетинский эпос и мифология, М., Главная редакция восточной литературы, изд. «Наука», репринтное издание 1976 года, стр. 247—249.